# Big D and the Kids Table
Big D and the Kids Table sind eine 1995 gegründete Ska-Punk-Band aus Boston, Massachusetts. Sie spielten mehrfach auf der Warped Tour, aber auch ausgiebige Europatouren finden regelmäßig statt. Zeitweilig, z. B. 2007, waren sie bei SideOneDummy Records unter Vertrag; sie veröffentlichten zwischen 2005 und 2012 Werke bei diesem Label.

## Bandgeschichte

### Gründung
Big D and the Kids Table wurde 1995 am Berklee College of Music in Boston, gegründet.
Trotz einer häufig wechselnden Besetzung baute die Band fast sofort eine große lokale Fangemeinde auf und füllte große Clubs und Hallen. Um ihr erstes Album zu veröffentlichen, gründete die Band ein eigenes Label, genannt Fork in Hand Records. Ihr Debütalbum Shot By Lammi war eine Splitaufnahme, die sie sich mit der Bostoner Punkband Drexel teilten. Durch die Gründung eines lokalen Ska-Labels baute sich eine Ska- und Punkszene rund um Boston auf, und eine ganze Reihe Alben wurden über Fork in Hand Records veröffentlicht. Nach Shot By Lammi veröffentlichte die Band eine Live-EP, die in der Cafeteria der Bentley University aufgenommen wurde. Schon früh begannen sie auch ihre Tradition, ein jährliches Halloween-Konzert in Boston zu veranstalten.

### 1999–2009
1999 unterschrieben Big D bei Mike Parks Asian Man Records und veröffentlichten ihr erstes Album Good Luck. Big D erhielten den Preis für Outstanding Ska Band bei den Boston Music Awards 1999. Die Band kehrte 2002 mit der Gipsy Hill-EP zurück und setzte ihren Showplan fort (sie spielten durchschnittlich 200 Shows pro Jahr). 2003 erschien eine Split-EP mit dem japanischen Noise-Rock-Act Melt Banana. Ebenfalls 2003 veröffentlichte die Band ein Rap-Album mit ihren im Jahr 2000 aufgenommenen Songs auf ihrem Label Fork in Hand Records. Big D traten an mehreren Terminen der Warped Tour auf und spielten auch beim Ska Summit in Las Vegas.
2004 unterschrieb die Band bei Springman Records und veröffentlichte How It Goes. 2004 tourten sie auf der Ska Is Dead-Tour mit Catch 22, Mustard Plug und den Planet Smashers durch Nordamerika. Nach der Veröffentlichung von How It Goes veröffentlichten Big D mehrere Musikvideos zu ihrer Coverversion von The Specials Little Bitch, die in Montreal, St. Pete und auf der Warped Tour gezeigt wurden. Während sie weiterhin mit Bands wie Suicide Machines, Reel Big Fish und Streetlight Manifesto tourten, veröffentlichte die Band zu Halloween 2005 eine EP in limitierter Auflage mit dem Titel Salem Girls. Dies war die erste Aufnahme mit dem neuen Schlagzeuger Jon Reilly. Ebenfalls 2005 erschien You Lost, You're Crazy von How It Goes auf der Warped Tour 2005 Tour Compilation, als Big D wieder mit der Warped Tour tourten.

### 2010–2012
Am 7. Juli 2009 wurde anschließend Fluent in Stroll veröffentlicht. Sie verbrachten den Sommer damit, das Album zu promoten und spielten die gesamte Warped Tour dieses Jahres. Kurz nach dieser Veröffentlichung hörte der Posaunist Paul Cuttler aus familiären Gründen auf, mit der Band zu touren.
Nach dem Ende der Warped Tour begaben sich Big D auf ihre zweite Headlinertour, die Not Fucking Around-Tour, welche im Herbst 2009 stattfand. Sie wurde nach dem Titel des neuen Albums benannt (so wie „the Steady Riot tour“ Strictly Rude unterstützte). illScarlett diente als direkter Support für den Großteil der Tour.
Sean P. Rogan verließ die Band im Jahr 2009. Nach Rogans Ausstieg sprang Brian Klemm von Suburban Legends bis 2010 als Tourgitarrist ein. 2011 stieß Nick Pantazi von der Bostoner Ska-Band Big Lick als Gitarrist zu Big D, bis er 2013 ausstieg und durch Alex Stern (The Pomps) ersetzt wurde. Chris Lucca von Suburban Legends stieß zu dieser Zeit an der Trompete zur Band, verließ sie aber ebenfalls 2013. Seine Rolle wurde vorübergehend von Billy Kottage besetzt, der kurz nach seiner Zeit bei Big D zu Reel Big Fish wechselte. Billy Kottage wurde später durch Logan La Barbera ersetzt, der seitdem bei der Band geblieben ist.
Am 25. Juni 2010 spielten Big D auf der Warped Tour in Carson, Kalifornien. Dies war der einzige Halt der Tour, den die Band 2010 spielen sollte. In einem Interview, das am selben Tag für thepunksite.com geführt wurde, erklärte McWane, dass die Band ihr nächstes Studioalbum mit dem Titel The Damned, The Dumb and the Delirious im Jahr 2011 veröffentlichen wird.
Am 5. Januar 2011 gab die Band auf ihrer Facebook-Seite bekannt, dass sie die gesamte Vans Warped Tour 2011 spielen würden.
Ende November 2011 gab die Band bekannt, dass sie den Rest ihrer Europatournee als Support für The Damned absagen würden, nachdem bei Leadsänger Dave McWane Schilddrüsenkrebs diagnostiziert worden war. Nach einer Operation und Bestrahlung wurde McWane für krebsfrei erklärt, und die Band ging im April 2012 wieder auf Tour.

### 2013 bis heute
Anfang Februar 2013 wurde bekannt gegeben, dass die nächste Veröffentlichung der Band aus zwei separaten Platten bestehen würde, ein Ska/Punk-Album und eine weitere Reggae/Stroll/Dub-Platte. Stomp und Stroll wurden am 11. Juni 2013 veröffentlicht. Auf diesem Album waren unter anderem der neue Gitarrist Alex Stern, der Bassist Steve Foote, der Schlagzeuger Derek Davis, der langjährige Saxophonist Ryan O’Connor, der ehemalige Trompeter Dan Stoppelman, der ehemalige Posaunist Paul Cuttler und der ehemalige Sänger und Posaunist Marc Flynn zu hören. Kurz nach dieser Veröffentlichung wurde Steve Foote durch den Bassisten Ben Basile ersetzt, so dass der Sänger David McWane als einziges beständig auftretendes „Original“-Mitglied von Big D übrig blieb.

## Diskografie

### Studio-Alben
- Good Luck (1999, Asian Man Records)
- The Gipsy Hill LP (2002, Household Name Records)
- Porch Life (2003, Fork In Hand Records)
- How It Goes (2004, Springman Records)
- Strictly Rude (2007, SideOneDummy Records)
- Fluent In Stroll (2009, SideOneDummy Records)
- For the Damned, the Dumb & the Delirious (2011, SideOneDummy Records)
- Built Up From Nothing: The D-Sides and Strictly Dub (2012, SideOneDummy Records)
- Stomp & Stroll (Doppelalbum) (2013, Strictly Rude Records)[16]

### EPs
- Live EP (1998, Fork In Hand Records)
- The Gipsy Hill EP (2002, Fork In Hand Records)
- Salem Girls (2005, Springman Records)
- Noise Complaint EP (2007, SideOneDummy Records) iTunes-Exklusivdownload

### Splits
- Split-7" mit Lounge (1997)
- Shot By Lammi (Split mit Drexel) (1997, Fork In Hand Records)
- Look What You’ve Done (Split mit Five Knuckle) (2003, Household Name Records)
- Split-7" mit Melt-Banana (2003, Fork In Hand Records)
- Beijing To Boston (Split mit Brain Failure) (2007, Bad News Records)

### Remix Alben
- Strictly Mixed and Mashed (mit dj BC) (2008, Fork In Hand Records)
- Rude Remix Revolution (mit verschiedenen Interpreten) (2009, Silver Sprocket)

### Kompilationen
- The Rocky Horror Punk Rock Show (2003, Springman Records)
- 2005 Warped Tour Compilation (2005, SideOneDummy Records)
- 2007 Warped Tour Compilation (2007, SideOneDummy Records)